# Língua olu'bo
Olu’bo ou Lolubo é uma língua sudanesa central falada por cerca de 15 mil pessoas do povo de mesmo nome no Sudão do Sul.

## Escrita
Há uma forma do alfabeto latino criada por missionários para uso da língua Olu’bo. São cerca de 50 símbolos formados por letras tradicionais, letras com diacríticos, conjuntos de duas ou três consoantes, um caractere próprio; há também diacríticos indicando os tons da língua.